# 巴黎國立海洋博物館

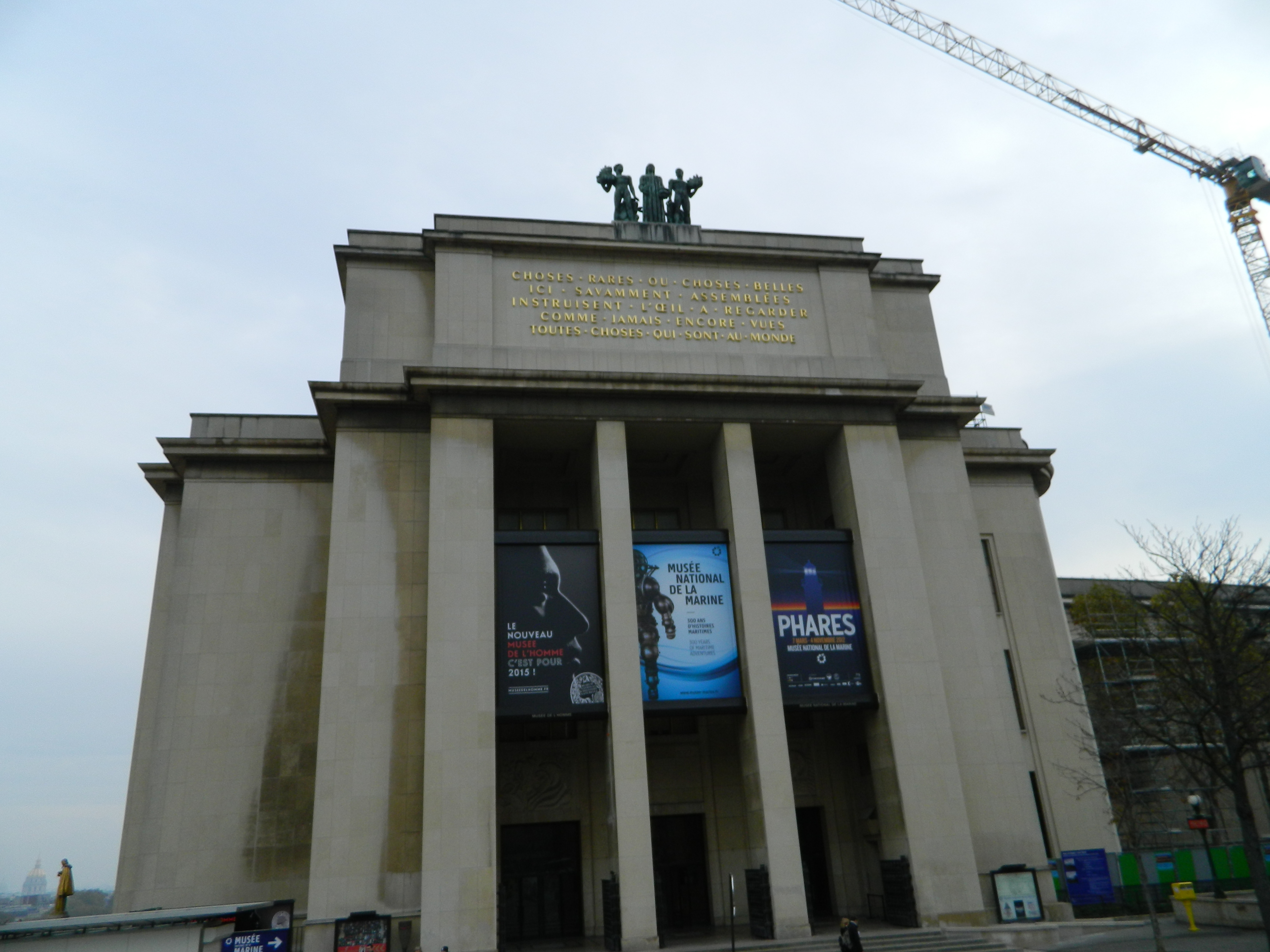

巴黎國立海洋博物館（法語：Musée national de la Marine) 是位於法國首都巴黎第十六區夏樂宮的一座博物館。

## 历史
博物館的歷史可以追溯至1748年。1827年波旁王朝復辟後，夏爾十世下來在盧浮宮設立海軍博物館。博物館自1937年開始遷至夏樂宮，並在1943年8月15日正式開放。1971年之後，博物館成為法國國防部直屬的一個機構。